# Imgur
Imgur es un sitio web para alojar imágenes en línea, fundado por Alan Schaaf en el 2009 en Ohio, Estados Unidos, como un regalo para la comunidad de Reddit. Imgur es, actualmente, una de las mayores webs de contenido de imágenes de Internet donde son juzgadas en tiempo real por una comunidad de usuarios a través de comentarios y votos.
Desde 2012, Imgur permite a los usuarios compartir directamente la galería, las imágenes, los comentarios y los votos. Las imágenes mejor puntuadas aparecen en la página principal.
El 26 de junio de 2013, Imgur publicó su primera herramienta de creación de contenidos, el generador de Meme Imgur, que ofrece la creación de memes simples, además de una galería pública de plantillas con los más populares.
La mascota oficial de Imgur es la Imguraffe, que originalmente se creó como una broma del Día de las Bromas de Abril (April Fools' Day), y más tarde se convirtió en la mascota oficial.

## Popularidad
En junio de 2013 se subían más de un millón de imágenes al día. Recibe más de 70 millones de usuarios al día.

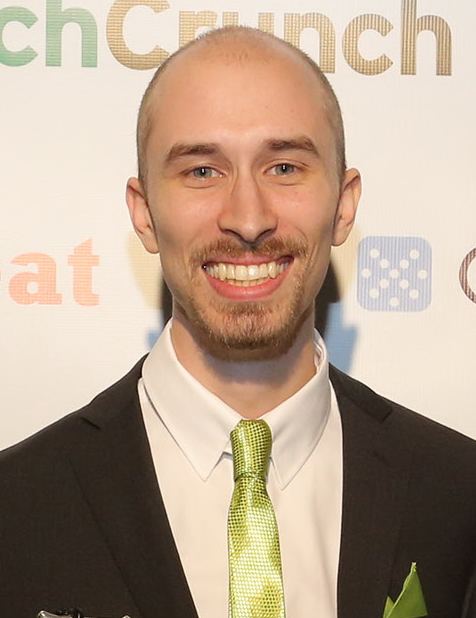
Alan Schaaf, fundador de Imgur.